# Зона субдукции
Зона субдукции, также зона поддвига, поднадвиговая зона — линейная зона вдоль границы сходящихся литосферных плит, в которой одна из сходящихся литосферных плит поддвигается под другую, надвигающуюся.

## Геологическая и геофизическая сущность субдукции
Субдукция и зона субдукции есть естественные следствия столкновения литосферных плит, влекомых навстречу друг к другу встречными  мантийными течениями. Если мантийное течение встречается с более толстой литосферное плитой, то оно отклоняется встречной литосферное плитой вниз (вглубь мантии). Если литосферная плита, несомая отклоняемым вглубь мантии мантийным течением, сравнительно тонкая и при этом сравнительно тяжелая, то она поддвигается под более толстую встречную литосферную плиту. В результате запускается процесс субдукции, в ходе которого более тонкая и при этом более тяжелая литосферная плита уходит под более толстую, погружаясь в мантию. Практически всегда  океанические литосферные плиты более тяжелые чем намного более толстые континентальные литосферные плиты. В следствие чего в результате столкновения океанической литосферной плиты с континентальной очень часто происходит субдукция — океаническая литосферная плита поддвигается под континентальную, погружаясь в мантию. (Наблюдаются редкие случаи противоположного геофизического процесса — обдукции, — также нередко называемого «вскрытием недр».)
Наблюдаемыми признаками зоны субдукции и появлениями субдукции являются: островные дуги из вулканических островов, глубоководные желоба и пояса активного складчатого горообразования. 
Непременными побочными эффектами субдукции являются вулканизм и сейсмичность. При этом лавы, извергаемая вулканами в зоне субдукции, сравнительно легкие, химически кислые, вязкие и сравнительно плохо текучие, а сами вулканы в зонах субдукции чаще всего являются типичными стратовулканами и их извержения часто взрывообразные. Примерами таких вулканов могут служить камчатские вулканы.
(Для сравнения: в зонах спрендинга и в геофизических горячих точках вулканы практически в подавляющем большинстве щитовые или трещинные, и их извержения протекают в форме спокойного излияния магмы. Извергаемые такими вулканами лавы, напротив, тяжелые, имеют основный состав, и хорошо текучие. Примерами таких вулканов могут служить исландские и гавайские вулканы.)

Скорость субдукции обычно измеряется в сантиметрах в год, при этом средняя скорость конвергенции составляет приблизительно от двух до восьми сантиметров в год вдоль большинства границ литосферных плит. Результатом взаимодействия этих блоков земной коры являются активный вулканизм и сильные землетрясения в этой зоне.
Зона субдукции хорошо прослеживается на сейсмотомографических профилях, вплоть до границы верхней и нижней мантии (670 км). На большей глубине происходит расплавление и потеря механической жесткости набиолее погруженного в мантию края погружающейся литосферной плиты, в результате чего землетрясения на такой глубине уже невозможны.
В качестве синонимов зоны субдукции употребляются: сейсмофокальная зона, так как в ней сосредоточено большинство глубокофокусных землетрясений, или зона Заварицкого-Вадати-Беньофа (зона Вадати-Беньофа, зона Заварицкого-Беньофа) по именам ученых, которые выделили эту особую зону. Поводом для этого стали сейсмические данные, которые показали, что фокусы землетрясений располагаются все глубже по направлению от глубоководного жёлоба к континенту. Вот только термин «сейсмофокальная зона» следует признать нерекомендуемым синонимом термину «зону субдукции», так как говорит лишь об одном из побочных эффектов субдукции — характерной для зон субдукции довольно высокой сейсмичности (большинство катастрофических землетрясений случаются в зонах субдукции).

## Зоны субдукции в рамках концепции глобальной тектоники плит
Согласно положениям концепции глобальной тектоники плит, зона субдукции располагается на границе двух сходящихся литосферных плит, где происходит столкновение двух литосферных плит (чаще всего океанической и континентальной), и поддвигание более плотной и тонкой плиты с океанической корой под другую.

В классическом варианте субдукция реализуется в случае столкновения двух океанических, или океанической и континентальной плит. Однако в последние десятилетия выявлено, что при коллизии континентальных литосферных плит, также имеет место поддвиг одной литосферной плиты под другую. Это явление получило название континентальной субдукции. Но при этом не происходит погружения ни одной из плит в мантию из-за пониженной плотности континентальной коры. В результате происходит скучивание и нагромождение тектонических пластин с образованием складчатых поясов с высокогорными хребтами. Классический пример континентальной субдукции, субдукция в полосе столкновения индостанской и евроазийской литосферных плит, наблюдаемое проявление коей — Гималаи.
Согласно теории тектоники плит, механизм субдукции (сокращения и разрушения океанической коры) компенсируется спредингом — механизмом формирования молодой океанической коры в областях срединно-океанических хребтов: объем поглощаемой в зонах субдукции океанской коры равен объему коры, нарождающейся в зонах спрединга. В то же время, в зонах субдукции происходит постоянное наращивание континентальной коры за счет аккреции, — край континентальной литосферной плиты действует подобно булдозерному отвалу, сдирая и интенсивно сминая осадочный чехол с погружающейся плиты. Разогрев погружающейся коры является также причиной широкого развития вулканизма вдоль активных континентальных окраин. Наиболее известно в этом плане Тихоокеанское огненное кольцо. Масштабное поглощение океанической коры по периферии Тихого океана указывает на процесс сокращения (закрытия) этого древнейшего из ныне существующих океанических бассейнов планеты. Подобные процессы имели место и в прошлом. Так, древний океан Тетис начал сокращаться с мезозоя и к настоящему времени прекратил своё существование с образованием остаточных бассейнов, ныне известных теперь как Средиземное, Черное, Азовское, Каспийское моря. (Каспийское море — геологически представляет собой «карманный океан». Будучи полностью закрытым бассейном, Каспийское море, в отличие от озер вроде Ладожского или Байкала все еще сохраняет океаническую морфологию. В частности во внутренних глубоководных частях акватории Каспия донная кора во многом еще океаническая.)
Наиболее известные зоны субдукции находятся в Тихом океане: Японские острова, Курильские острова, Камчатка, Алеутские острова, побережья Северной и Южной Америк. Также зонами субдукции являются острова Суматра и Ява в Индонезии, Антильские острова в Карибском море, Южные Сандвичевы острова, Новая Зеландия и др.

## Классификации зон субдукции
По структурным признакам выделяются 4 типа зон субдукции:
1. Андский
2. Зондский,
3. Марианский,
4. Японский.

Зона субдукции андского (андийского, кордильерного) типа — зона субдукции, которая формируется там, где молодая океанская литосфера с большой скоростью и под пологим углом (около 35—40° к горизонту) пододвигается под континент. Латеральный структурный ряд от океана к континенту включает в себя: краевой вал — жёлоб — береговой хребет (иногда подводное поднятие или террасу) — фронтальный бассейн (продольную долину) — главный хребет (вулканический) — тыловой бассейн (предгорный прогиб). Характерен для восточного побережья Тихого океана.
Зона субдукции зондского типа — зона субдукции, в которой поддвигаетя древняя океаническая литосфера, уходя в глубь мантии под крутым углом под утоненную континентальную кору, поверхность которой находится в основном ниже уровня океана. Латеральный структурный ряд включает в себя: краевой вал — жёлоб — невулканическую (внешнюю) островную дугу — преддуговой бассейн (прогиб) — вулканическую (внутреннюю) островную дугу — задуговой бассейн (окраинное море). Внешняя дуга — это либо аккреционная призма, либо выступ фундамента висячего крыла зоны субдукции.
Зона субдукции марианского типа — зона субдукции, формирующаяся при поддвигании двух участков океанской литосферы. Латеральный структурный ряд включает в себя: краевой вал — жёлоб (терригенного материала довольно мало) — береговой хребет, невулканическую островную дугу — преддуговой бассейн (в качестве фронтального) — энсиматическую вулканическую островную дугу — задуговой бассейн (или междуговой в качестве тылового на утоненной континентальной или новообразованной океанской коре).
Зона субдукции японского типа — зона судбукции, в которой океанская литосфера пододвигается под энсиалическую островную дугу. Латеральный структурный ряд включает в себя: краевой вал — жёлоб — береговой хребет (иногда подводное поднятие или террасу) — фронтальный бассейн (продольную долину) — главный хребет (вулканический) — задуговой бассейн (окраинное море) с новообразованной корой океанского или субокеанского типа.
Перечисленные типы зон субдукции часто по морфологическому признаку условно объединяют в 2 группы:
- Восточно-Тихоокеанская — сюда входит зона андского типа. Характерно наличие активной континентальной окраины.
- Западно-Тихоокеанская — сюда входят остальные типы зон субдукции. Характерно развитие в висячем краю вулканической островной дуги.

## Основные структурные элементы
В поперечном сечении зон субдукции Западно-Тихоокеанской группы выделяются:
1. глубоководный жёлоб
2. преддуговый склон
3. вулканическая дуга
4. задуговый бассейн (пример: Японское море)

Зоны субдукции Восточно-Тихоокеанской группы отличаются тем, что в их структуре вулканические дуги и окраинные бассейны отсутствуют, а вместо преддугового склона находится материковый склон.

### Глубоководный жёлоб
Расстояние от оси жёлоба до вулканического фронта — 100—150 км (в зависимости от угла наклона зоны субдукции, на активных континентальных окраинах расстояние достигает 350 км). Это расстояние соответствует глубине погружения слэба в 100—150 км, где начинается магмообразование. Ширина полосы вулканизма около 50 км, при общей ширине всей зоны тектонической и магматической активности 200—250 км (на активных континентальных окраинах до 400—500 км).

### Преддуговый склон
Преддуговый склон включает 2 основных элемента:
1. Аккреционная призма
2. Преддуговая терраса

Аккреционная призма — самая нижняя часть преддугового склона, имеющая чешуйчатое строение, шириной от первых км до 10, иногда и 50 км. Снизу она ограничена поверхностью главного скола, которая выходит на поверхность в зоне контакта основного склона с осадками океанической земной коры. Первоначально считалось, что она образуется за счёт «соскабливания» осадков с океанической плиты — «бульдозерного эффекта». В последнее время выяснилось, что это имеет место, но является частным случаем. Установлено, что океаническое ложе со слоем залегающих на нем осадков уходит под преддуговый склон на глубину до 40 км, где происходит подслаивание этих осадков снизу, за счёт чего и образуется аккреционная призма.
Область между вулканическим фронтом и аккреционной призмой, состоит из нескольких структурных террас, разделенных крутыми уступами. Пологие участки террас заняты преддуговыми бассейнами седиментации, на которых отлагаются вулканогенными и пелагическими осадками, в тропической зоне на верхней террасе могут быть развиты коралловые рифы. Могут обнажаться породы кристаллического фундамента либо породы чужеродных блоков, в разное время причленившихся в островной дуге.

### Вулканическая дуга
Под вулканическими островными дугами понимаются тектонически активные пояса, пространственно совпадающие с областями наиболее сильных землетрясений, и состоящих из дугообразно выгнутых цепочек действующих стратовулканов и образовавшихся в результате извержений остров. Для этих вулканов типичен взрывной характер извержений, связанный с повышенным содержанием флюида в субдукционных магмах.
Обычно термин «островная дуга» применяется к области, расположенной между окраинным морем и внешним краем жёлоба. Радиус кривизны их в плане изменяется в широких пределах.
По морфологическим признакам выделяют: одинарные, двойные, тройные островные дуги, также активные и пассивные (пример пассивной островной дуги: Командорские острова). К особому типу относятся раздваивающиеся островные дуги.
Различают островные дуги, сформировавшиеся на океаническом фундаменте — энсиматические, и на континетальном — энсиалические.

### Окраинные бассейны
Это полузамкнутая котловина (группа сообщающихся котловин), сформировавшаяся между островной дугой и континентом. Большинство таких бассейнов образовались за счёт разрыва материка при отделении крупного блока от него (ставшего основой для энсиалической островной дуги), и в глубоких котловинах открывшихся морей начинает образовываться новая океаническая кора — процесс этот получил название «задуговый спрединг». При этом в некоторых окраинных морях не обнаружено признаков активного рифтогенеза в настоящее время. Обычно это связывают с перескоком зоны субдукции.
Существуют окраинные бассейны, происхождение которых не связано с задуговым спредингом — так называемые отгороженные окраинные бассейны (Берингово море) — которые представляют по сути кусок океанической коры, отгороженный растущей зоной субдукции.

## Значение
Субдукция плит Земной коры играет важную роль в переносе углерода с поверхности в недра Земли. Процессы обратного поступления углерода из недр на поверхность изучены недостаточно. Изучением этих механизмов занимается Обсерватория глубинного углерода.